# Juan Martínez de Muro
Juan Martínez de Muro, también como Juan (de) Muro, (Calahorra, baut. 2 de octubre de 1549 – Cuenca, 12 de mayo de 1591) fue un maestro de capilla y compositor español.

## Vida

### Magisterio en Vitoria
El 4 de marzo de 1572 opositó al magisterio de la Catedral de Calahorra, pero no consiguió la plaza, que fue ocupada por Alonso de Tejeda. En la documentación de la oposición aparece Juan Muro como maestro de capilla de Vitoria.

### Magisterio en Huesca
El 7 de julio de 1572 el cabildo de la Catedral de Huesca acordó «por muerte de mossen Ordonyez, dar la porcion vacante para maestro de capilla a Juan de Muro, con su augmento de mil sueldos anuales.» El 23 de enero de 1574 se le aumentó el sueldo anual tres escudos. A finales de 1575 renunció al cargo y el beneficio, sin que se supiera la razón. El 11 de enero del año siguiente se nombró a Miguel Tarín para el cargo.
En 1579 el cabildo oscense contactó a Muro para ofrecerle de nuevo el puesto de maestro de la metropolitana, pero parece ser que Muro rechazó la propuesta, por lo que en 1580 fue nombrado Esteban Álvarez.

### Magisterio en Valladolid
Su periplo posterior, hasta su llegada a Cuenca, es confuso. Cabañas Alamán supone a Muro en Valladolid de 1572 a 1582, ignorando su estancia en Huesca. Sagastume Arregi lo sitúa en 1574 en la Catedral de Santo Domingo de la Calzada, de nuevo, ignorando su estancia en Huesca, y en 1581 lo sitúa de nuevo en Vitoria. Ambos lo sitúan en Valladolid en 1582, de acuerdo con la información del Cabildo de la Catedral de Cuenca. Palacios Sanz lo sitúa en la Catedral de Valladolid entre el 25 de septiembre de 1581 y el 22 de septiembre de 1587. Sin embargo, Aizpurua Zalacain en su Música y músicos de la catedral metropolitana de Valladolid no menciona a Muro como maestro de capilla en Valladolid, listando los nombramientos de un tal Villalar en 1576 y a Martín Guerrero en 1600, sin otro maestro entre los dos.

### Magisterio en Cuenca
El 26 de noviembre de 1582 el cabildo de la Catedral de Cuenca informó de que el puesto de maestro de capilla había quedado vacante e invitó a Juan Muro, maestro de capilla de Valladolid, y a Diego de Herrera, antiguo infante de coro de la Catedral, residente en ese momento en Roma. Herrera, que llegó con mucha antelación, compuso las obras necesarias para esa Navidad de 1582. El 15 de diciembre de 1582 el cabildo convocó las oposiciones para el cargo, al que no se presentaron más candidatos, por lo que fueron prorrogadas, pero ni aun así. Muro llegó tarde, pero un rumor sobre la sordera de Herrera fueron acrecentando sus apoyos, de forma que tras la realización de las pruebas, pero antes de la votación, Herrera decidió retirarse, con el argumento de que él pensaba que el ofrecimiento del puesto era sin oposición.
Muro fue nombrado maestro de capilla ese mismo 18 de marzo de 1583 con un salario de 300 ducados y 30 fanegas de trigo, y solicitó trasladarse a Valladolid para «traer su casa». Partió ocho días después, el 26 de marzo, pero a su llegada a Valladolid fue encarcelado y sus bienes embargados por el cabildo, con la acusación de haber tomado el magisterio de Cuenca sin el permiso del cabildo vallisoletano. Parece que Muro quedó en Valladolid tratando de resolver el asunto hasta 1587.
Entretanto, al ver que Muro no regresaba, la Catedral de Cuenca ofreció el cargo a Ginés Pérez, maestro de capilla de la Catedral de Valencia, que rechazó la oferta. El cabildo conquense rechazó el 11 de octubre de 1583 el ofrecimiento de Alonso Puro, maestro de capilla de El Burgo de Osma. Finalmente se convocaron nuevas oposiciones, que ganó el 18 de noviembre de 1583 Francisco de Velasco, con un salario de 200 ducados y 30 fanegas de trigo.
Tras la partida de Vázquez en 1587, Muro solicitó la plaza el 22 de septiembre de 1587 y obtuvo el cargo de maestro de capilla en Cuenca. Residió en Cuenca sus últimos años, en casa de su buen amigo, el maestrescuela de la Catedral y licenciado Sebastián de Covarrubias. Falleció a los tres años de haber accedido a su nuevo cargo, siendo enterrado el 12 de mayo de 1591 junto al altar de la Piedad de la Catedral. Murió en la más abyecta pobreza, como indican las actas capitulares: «no hizo testamento por no tener de qué».

## Obra
Según el musicólogo Restituto Navarro, Juan Martínez de Muro fue uno de los maestros de capilla más célebres de la segunda mitad del siglo XVI y sus obras se pueden considerar maestras. Sin embargo, esto no ha evitado el olvido del maestro y de su obra.
Solo se conservan tres obras que se sabe con seguridad que pertenecen a Muro:
- Misa de difuntos, a cuatro voces;
- Oficio de difuntos, a cinco voces;
- Parce mihi Domine, Lección 1.ª de difuntos, a cuatro voces.

Sin embargo hay indicios de que numerosos motetes conservados en la Catedral de Cuenca son de su autoría.